# Кайо (авіаносець)
Кайо  (яп. 海鷹 — морський яструб) — японський ескортний авіаносець часів Другої світової війни

## Історія створення
Збудований в 1939 році як атлантичний лайнер «Аргентіна Мару». У травні 1941 року реквізований та рік використовувався як військовий транспорт. Потім переобладнаний на ескортний авіаносець та перейменований в «Кайо».
Проєкт перебудови в цілому повторював «Тайо», але передбачав заміну дизельної силової установки на паротурбінну, яка застосовувалась на серійних есмінцях. Для збільшення остійності на кораблі був розміщений баласт — 3200 тонн води та каміння. В іншому конструкція була стандартна: одноярусний ангар, два підйомники, легка політна палуба (довжина 160 м, ширина в носовій частині — 13 м, посередині — 23 м, в кормовій частині — 16 м) з дерев'яним настилом. У носовій частині був встановлений радар.
У 1944 році число 25-мм зенітних автоматів збільшили до 44 стволів. Тоді ж встановили декілька 28-ствольних пускових установок для некерованих ракет та 8 бомбометів.

## Бойове використання
До березня 1944 року «Кайо» доставляв літаки на Філіппіни, Маріанські та Каролінські острови, пізніше супроводжував конвої між Японією, Тайванем, Філіппінами та Сінгапуром.
З початку 1945 року і до кінця війни «Кайо» перебував у Внутрішньому морі, де слугував тренувальною базою для льотчиків палубної авіації.
19 березня 1945 року під час нальоту на Куре був пошкоджений авіабомбою, яка пробила політну палубу та зруйнувала борт машинного відділення. 24 липня корабель під час авіанальоту американської стратегічної та палубної авіації намагався ухилитися від ударів та підірвався на безконтактній міні. Для запобігання затопленню був посаджений на мілину в затоці Беппу (узбережжя острова Кюсю). Незабаром американські середні бомбардувальники B-25J Мітчелл та палубна авіація «Тікондерога» повністю зруйнували пошкоджений корабель.
Після війни корпус «Кайо» розібрали на метал просто на місці загибелі.